# Sven Landberg
Sven  Axel Richard Landberg, född 6 december 1888 i Johannes församling, Stockholm, död 11 april 1962 i Kungsholms församling, Stockholm, var en svensk gymnast.
Han blev olympisk guldmedaljör 1908 och 1912.
Sven Landberg är begravd på Skogskyrkogården i Stockholm.